# Отеро (окръг, Колорадо)
Вижте пояснителната страница за други значения на Отеро.
Окръг Отеро (на английски: Otero County) е окръг в щата Колорадо, Съединени американски щати. Площта му е 3289 km², а населението - 18 326 души (2017). Административен център е град Ла Хунта.

## Градове
- Фаулър